# Psilogramma casuarinae
Psilogramma casuarinae är en fjärilsart som beskrevs av Walker 1856. Psilogramma casuarinae ingår i släktet Psilogramma och familjen svärmare. Inga underarter finns listade.

## Bildgalleri

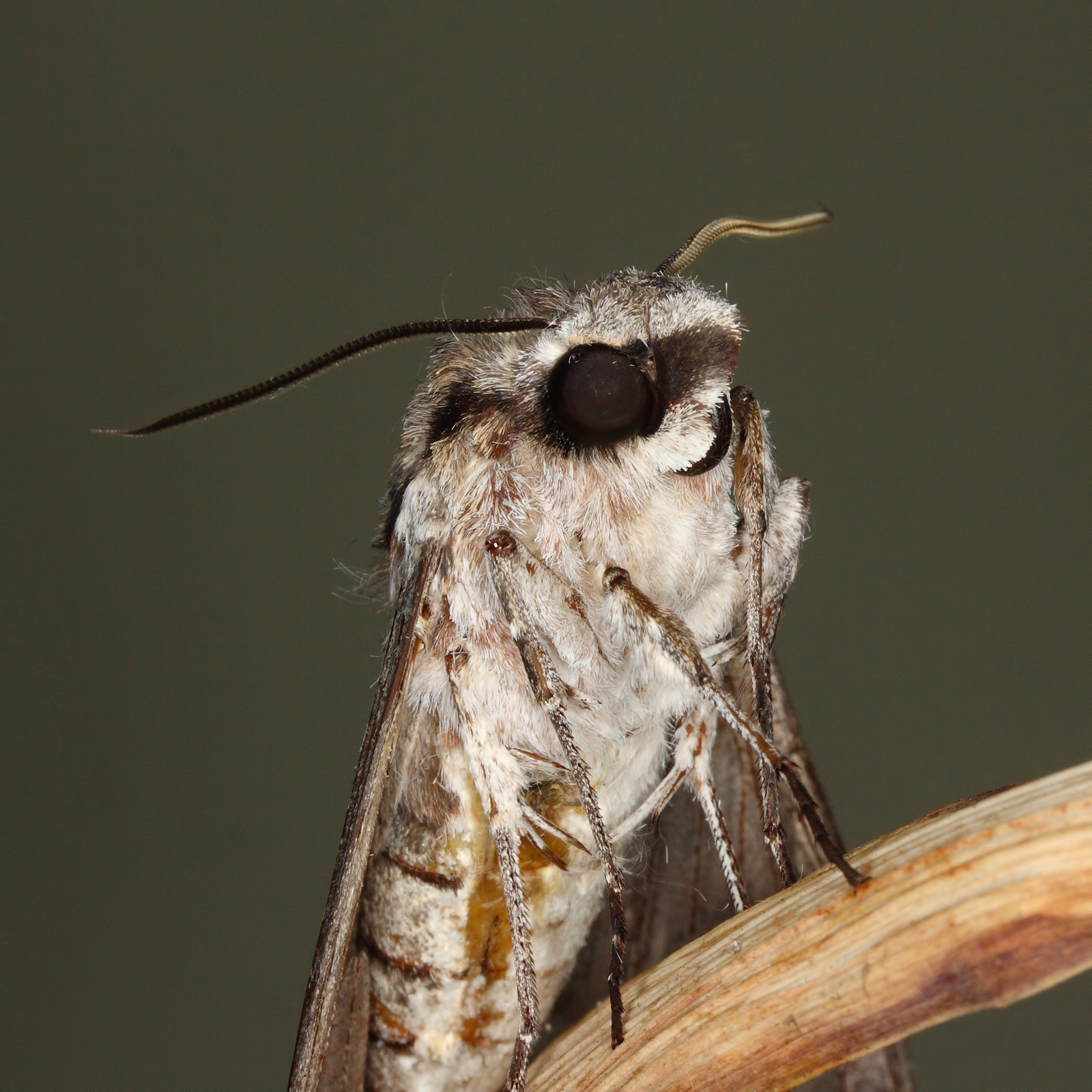